# Dərnəgül (stanice metra v Baku)
Dərnəgül je konečná stanice na lince 2 metra v Baku, která se nachází za stanicí Azadlıq prospekti. Stanice byla otevřena 29. června 2011.
Práce na výstavbě stanice metra byly zahájeny již v roce 1989, ale kvůli rozpadu Sovětského svazu a finančním problémům byly v roce 1993 zastaveny. Práce byly nakonec obnoveny v roce 2009 a dokončeny v roce 2011.